# Niżyn
Niżyn (ukr. Ніжин) – miasto na północnej Ukrainie, w obwodzie czernihowskim, nad rzeką Oster (dorzecze Dniepru), siedziba rejonu niżyńskiego. W 2019 roku liczyło ok. 68 tys. mieszkańców.

## Historia

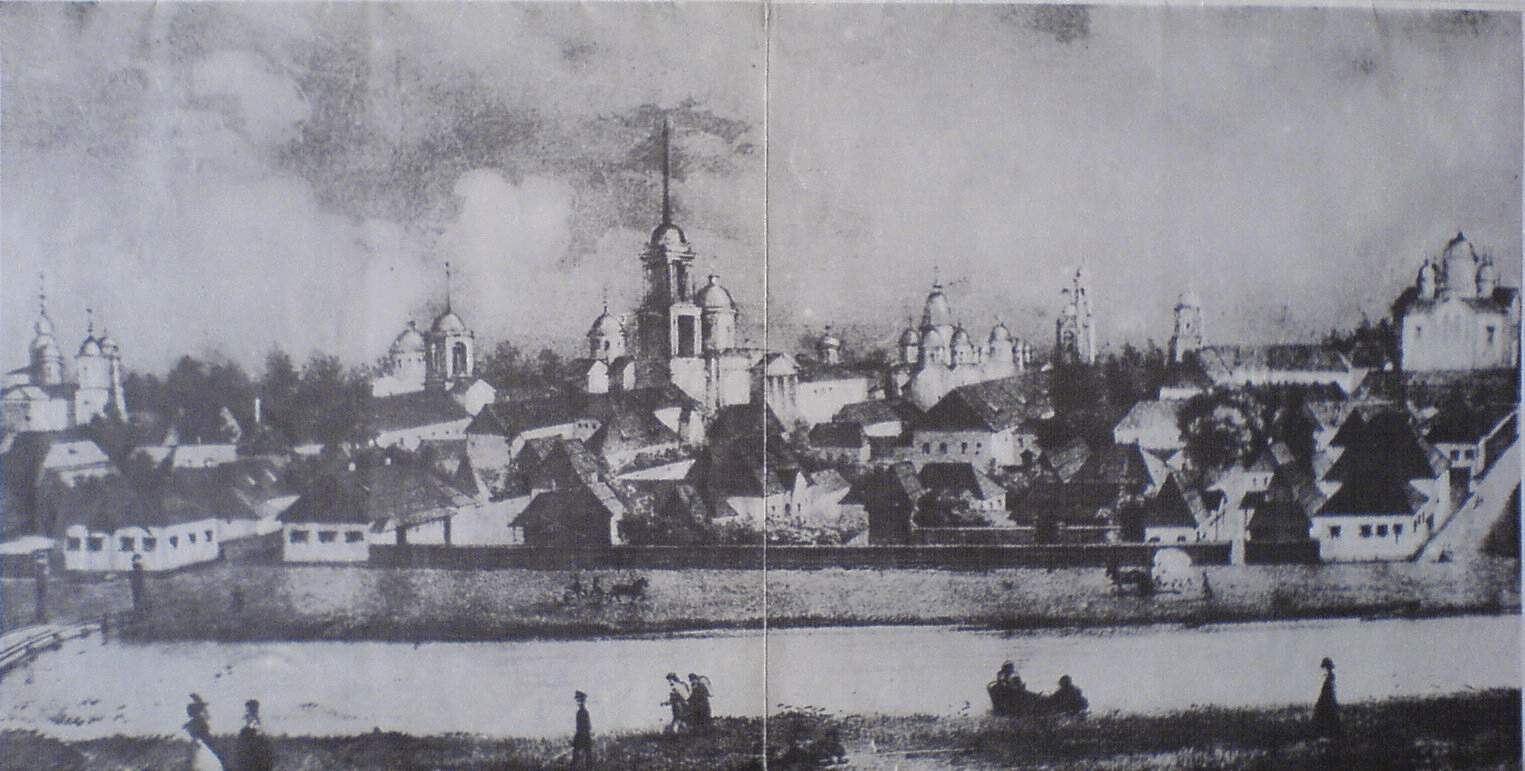
Niżyn w XIX w.

Pierwsza wzmianka o mieście pochodzi z 1147, pod nazwą Uneneż. W czasach I Rzeczypospolitej, król Zygmunt III Waza, w 1625 roku nadał Niżynowi prawa magdeburskie, dzięki czemu nastąpił dynamiczny rozwój miasta.
W 1820 Gimnazjum Nauk Wyższych Księcia Bezborodka w Niżynie została założona przez braci O. Bezborodko i I. Bezborodko za ich fundusze jako placówka o charakterze uniwersyteckim.  Bazyli Kukolnik został jego pierwszym dyrektorem. W czasie zaborów w tutejszym Liceum Prawnym nauczał Antoni Andrzejowski, a naukę pobierał Franciszek Bohuszewicz.  Absolwentami Gimnazjum w Niżynie byli znani pisarze Nikołaj Gogol, Jewhen Hrebinka, M. Bilewicz, M. Prokopowicz, K. Bazylego, artyści A. Mokrycki, A. Horonowicz, Ya. de Balmain, patron V. Tarnowski, folklorysta P. Łukaszewicz, inżynier M. Miklucha, poeta Łeonid Hlibow.
W 1915 w Niżynie uruchomiono komunikację tramwajową, zlikwidowaną w latach 20. XX w. W 1989 Niżyn liczył 80 553 mieszkańców.

## Zabytki
- Sobór św. Mikołaja w stylu barokowym z XVII w.
- Kościół Jana Teologa (1752)
- Niżyńskie Gimnazjum Nauk Wyższych (1805)
- Grecka cerkiew św. Michała w stylu barokowym z XVIII w.
- Monaster Zwiastowania z XVIII w.
- Ratusz Grecki z XVIII w.
- Magazyn Grecki z XVIII w.
- Cerkiew Wszystkich Świętych(inne języki) w stylu klasycystycznym z XVIII w.
- Stacja pocztowa, obecnie siedziba muzeum

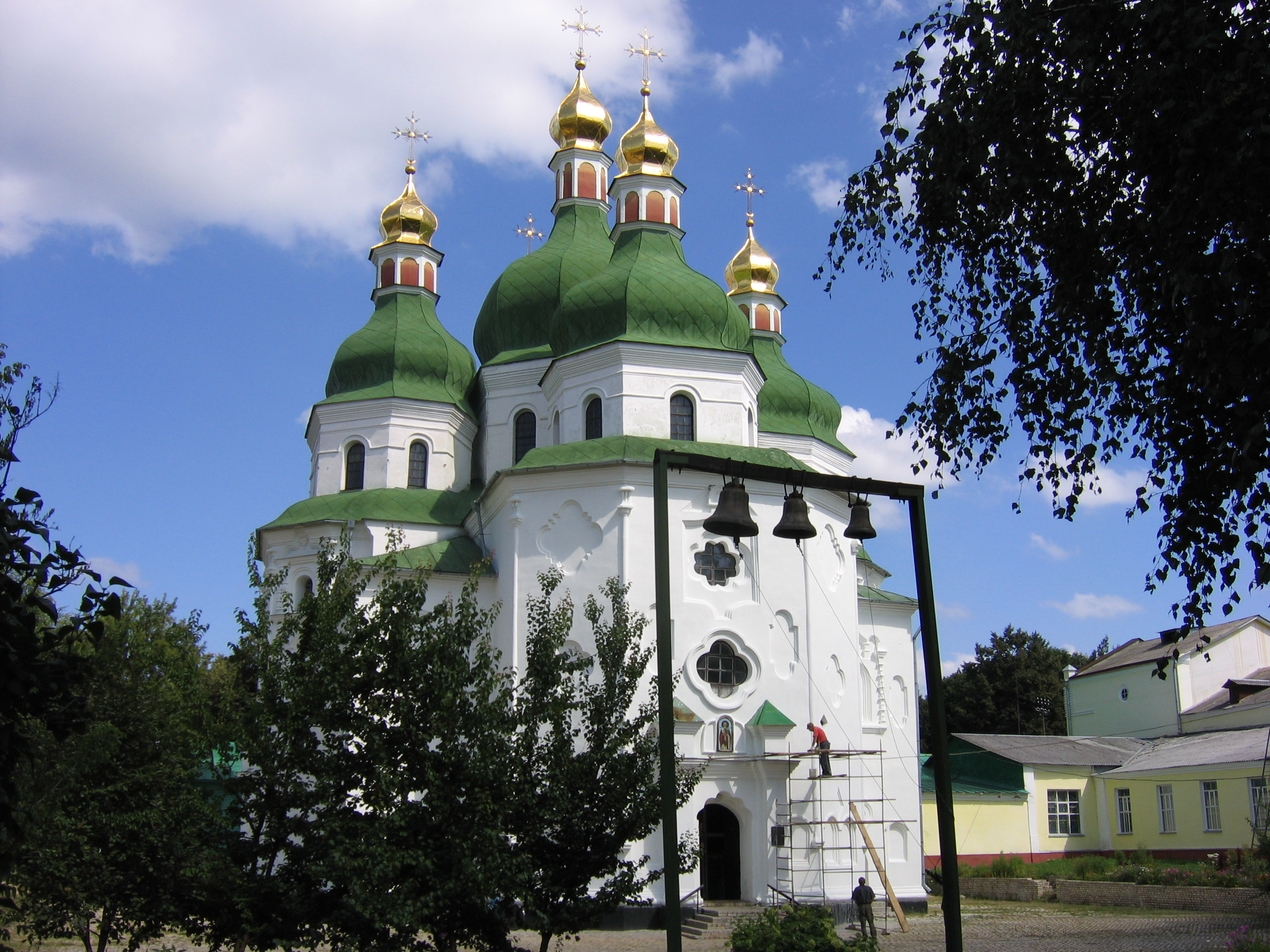
Sobór św. Mikołaja w Niżynie
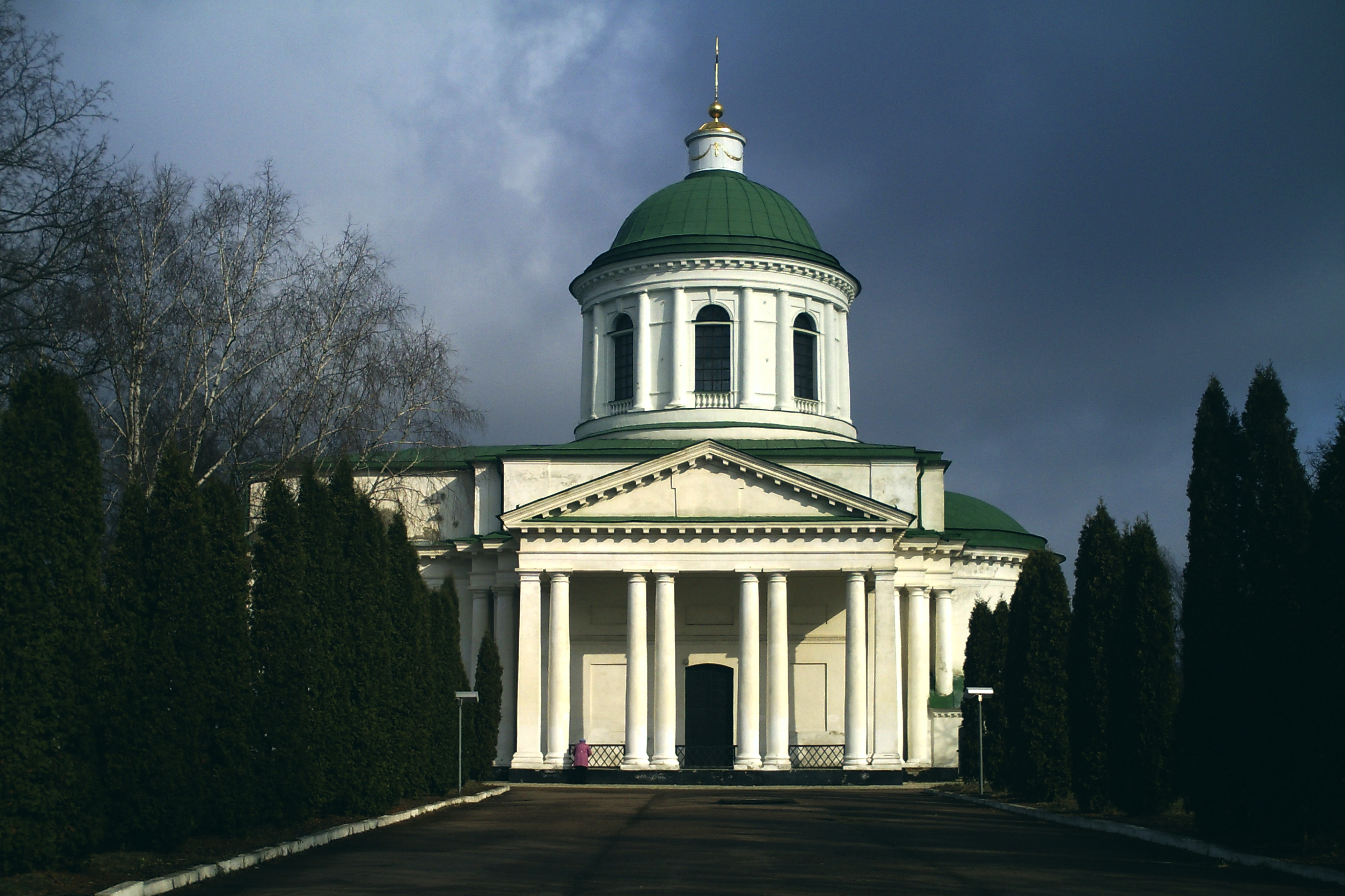
Cerkiew Wszystkich Świętych

## Gospodarka
W mieście rozwinął się przemysł maszynowy, chemiczny, lekki oraz spożywczy.

## Urodzeni w Niżynie
- Dawid Bar-Raw-Haj – izraelski polityk
- Jerzy Czeszejko-Sochacki – polski działacz komunistyczny i poseł na Sejm
- Józef Dziuba – polski pedagog
- Jerzy (Konisski) – ruski teolog, arcybiskup prawosławny w I RP, kaznodzieja i filozof
- Witold Nowodworski – polski historyk
- Ambroży (Zertis-Kamienski) – rosyjski biskup prawosławny
- Kateryna Pawlenko – wokalistka, kompozytorka oraz folklorystka
- Gieorgij Wulf – rosyjski krystalograf